# Gigi Chessa

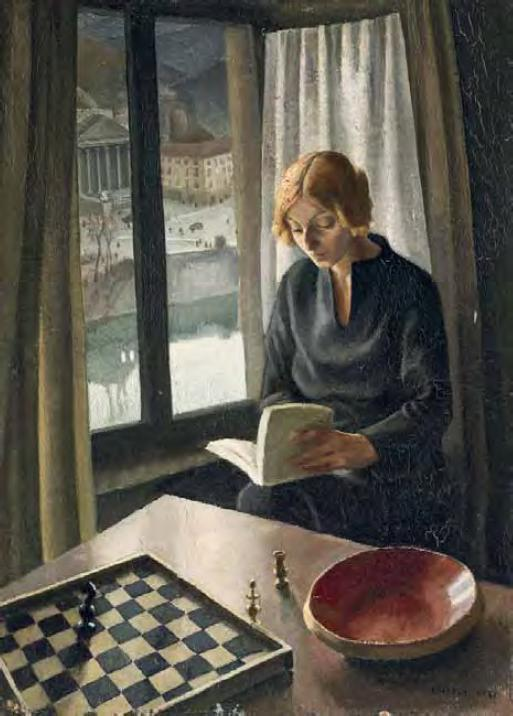
Gigi Chessa: Interno

Luigi Maria Giorgio „Gigi“ Chessa (* 15. Mai 1898 in Turin; † 23. April 1935 in Turin) war ein italienischer Maler, Bühnenbildner und Architekt.

## Biografie
Chessa wurde in Turin geboren und zunächst von seinem Vater, dem Maler, Grafiker und Illustrator Carlo Chessa, unterrichtet. Später wurde er an der Accademia Albertina ausgebildet. Chessa war unter anderem an der Gestaltung der Bühnenbilder für die Turiner Aufführung von L’italiana in Algeri beteiligt. 1926 arbeitete er in New York City für das Metropolitan Theater. Im folgenden Jahr wurde er in Turin Professor für Szenografie.
Chessa war einer der Mitbegründer der Gruppo dei Sei, einer Gruppe expressionistischer Maler in Turin, der auch Jessie Boswell, Carlo Levi und Francesco Menzio angehörten. Nach etwa zwei Jahren löste sich die Gruppe unter dem Druck der Faschisten auf.
1935 starb Chessa in Turin an Tuberkulose. Seine Witwe – sie hatten zwei gemeinsame Kinder – heiratete später Francesco Menzio.